# 경상북도의 유형문화재 (제301호 ~ 제400호)
경상북도의 유형문화재는 시도유형문화재 중에서 경상북도 내에 있는 문화재를 의미한다.

## 지정 목록

### 제301호 ~ 제400호
| 번호    | 사진 | 명칭                                                                                          | 소재지                                                    | 관리자 (단체)              | 지정일                                                             | 참조 |
| 301호   |      | 의성석탑리방단형적석탑 (義城石塔里方壇形積石塔)                                               | 경북 의성군 안평면 석탑리 산208                           | 의성군                     | 1997년 12월 19일 지정                                              |      |
| 302호   |      | 남성재 (南城齋)                                                                               | 경북 포항시 남구 대송면 남성안길 18-16                    | 연일정씨형양공파종중       | 1998년 4월 13일 지정                                               |      |
| 303호   |      | 김용사괘불 (金龍寺掛佛)                                                                       | 경북 문경시 산북면 김용리 410                             | 김용사                     | 1998년 4월 13일 지정, 2010년 2월 24일 해제, 보물 제1640호로 승격   |      |
| 304호   |      | 유곡역고문서 (幽谷驛古文書)                                                                   | 경북 문경시 모전동 299                                    | .                          | 1998년 4월 13일 지정                                               |      |
| 305호   |      | 김영열좌명공신교서및회맹록 (金英烈佐命功臣敎書및會盟錄)                                       | 경북 예천군 예천읍 왕신리 371                             | .                          | 1998년 4월 13일 지정                                               |      |
| 306호   |      | 나재채수신도비 (懶齋蔡壽神道碑)                                                               | 경북 상주시                                               | 채홍근                     | 1998년 8월 3일 지정                                                |      |
| 307호   |      | 은해사소장금고 (銀海寺所藏金鼓)                                                               | 경북 영천시 청통면 치일리 479                             | 은해사                     | 1999년 3월 11일 지정, 2009년 2월 23일 해제, 보물 제1604호로 승격   |      |
| 308호   |      | 문경봉정리약사여래좌상및관세음보살입상 (聞慶鳳亭里藥師如來坐像및觀世音菩薩立像)               | 경북 문경시 산양면 봉정리 산56                            | 봉정리주민                 | 1999년 3월 11일 지정                                               |      |
| 309호   |      | 김승주삼공신회맹록판본 (金承霔三功臣會盟錄板本)                                               | 경북 문경시 가은읍 작천리 213-5                           | 순천김씨종중               | 1999년 3월 11일 지정                                               |      |
| 310호   |      | 영주용혈리와요지 (榮州龍穴里瓦窯址)                                                           | 경북 영주시 평은면 용혈리 1238-1                          | .                          | 1999년 8월 9일 지정                                                |      |
| 311호   |      | 김천직지사장묘법연화경 (金泉직지사장묘법연화경)                                               | 경북 김천시 대항면 운수리 216                             | 직지사                     | 1999년 12월 30일 지정, 2001년 1월 2일 해제, 보물 제1306호로 승격   |      |
| 312호   |      | 학봉신도비및묘방석 (鶴峯神道碑및墓傍石)                                                       | 경북 안동시 와룡면 서지리 산75-3                          | .                          | 1999년 12월 30일 지정                                              |      |
| 313호   |      | 안동광흥사장금자사경 (安東 廣興寺藏 金字寫經)                                                 | 경북 안동시 서후면 재품리 813                             | .                          | 1999년 12월 30일 지정                                              |      |
| 314호   |      | 강포유홍원의현금및어은보 (江浦柳弘源의玄琴및漁隱譜)                                           | 경북 안동시 서후면 광평2리 1252                           | 류기운                     | 1999년 12월 30일 지정                                              |      |
| 315호   |      | 예천청주정씨재실 (醴泉淸州鄭氏齋室)                                                           | 경북 예천군 호명읍 새랄길 99 (본리 14-2)                  | .                          | 1999년 12월 30일 지정                                              |      |
| 316호   |      | 광산김씨긍구당고택 (光山金氏肯構堂古宅)                                                       | 경북 안동시 와룡면 가야리 228                             | .                          | 2000년 4월 10일 지정                                               |      |
| 317호   |      | 유금강산권 (遊金剛山卷)                                                                       | 경북 의성군 금성면 탑리리 334                             | 이종남                     | 2000년 4월 10일 지정                                               |      |
| 317-1호 |      | 유금강산권 (遊金剛山卷)                                                                       | 경북 성주군                                               | 송용섭                     | 2000년 4월 10일 지정                                               |      |
| 318호   |      | 감산사 석조비로자나불좌상 (甘山寺 石造毘盧舍那佛坐像)                                         | 경북 경주시 외동읍 괘릉리 6-2                             | 감산사                     | 2000년 9월 4일 지정                                                |      |
| 319호   |      | 은해사 백흥암 감로왕도 (銀海寺 百興庵 甘露王圖)                                               | 경북 영천시 청통면 치일리 549                             | 은해사                     | 2000년 9월 4일 지정                                                |      |
| 320호   |      | 설월당 종택소장 전적 및 고문서 (雪月堂 宗宅所藏 典籍 및 古文書)                               | 경북 안동시 용상동 1189-6                                 | 김영탁(金永倬)             | 2000년 12월 4일 지정                                               |      |
| 321호   |      | 우복 정경세 신도비 (愚伏 鄭經世 神道碑)                                                       | 경북 상주시 공검면 부곡리 27-3                            | 진주정씨종중(晉州鄭氏宗中) | 2000년 12월 4일 지정                                               |      |
| 322호   |      | 만장사석조여래좌상 (卍長寺石조如來坐像)                                                       | 경북 의성군 비안면 산제리 1429외 1필지                    | 만장사                     | 2001년 2월 1일 지정                                                |      |
| 323호   |      | 안동용수사대정삼년명금동고 (安東龍壽寺大定參年銘金銅鼓)                                       | 경북 안동시 도산면 운곡리 273-4                           | 용수사                     | 2001년 4월 30일 지정                                               |      |
| 324호   |      | 영주영전사석조여래입상 (榮州靈田寺石造如來立像)                                               | 경북 영주시 풍기읍 동부리 405                             | 영전사                     | 2001년 8월 20일 지정                                               |      |
| 325호   |      | 봉정사만세루 (鳳停寺萬歲樓)                                                                   | 경북 안동시 서후면 태장리 901                             | 봉정사                     | 2001년 11월 1일 지정                                               |      |
| 326호   |      | 안동권씨송파재사 (安東權氏松坡齋舍)                                                           | 경북 안동시 서후면 교리 201                               | 안동권씨판서공파문중       | 2001년 11월 1일 지정                                               |      |
| 327호   |      | 우향계안 (友鄕契案)                                                                           | 경북 안동시 동문동 136 안동민속박물관                     | 안동민속박물관             | 2001년 11월 1일 지정                                               |      |
| 328호   |      | 봉정사소장유물 (鳳停寺所藏遺物)                                                               | 경북 안동시 서후면 태장리 901                             | 봉정사                     | 2001년 11월 1일 지정                                               |      |
| 329호   |      | 영주이개립문중소장문적 (榮州李介立門中所藏文籍)                                               | 경북 영주시 장수면 갈산리 877 의산서당                    | 경주이씨성오당문중         | 2001년 11월 1일 지정                                               |      |
| 330호   |      | 명종어필‘소수서원’현판 (明宗御筆‘紹修書院’懸板)                                               | 경북 영주시 순흥면 내죽리 152-1                           | 소수서원                   | 2001년 11월 1일 지정                                               |      |
| 331호   |      | 소수서원소장판목 (紹修書院所藏板木)                                                           | 경북 영주시 순흥면 내죽리 152-1                           | 소수서원                   | 2001년 11월 1일 지정                                               |      |
| 332호   |      | 은해사중암암삼층석탑 (銀海寺中巖庵三層石塔)                                                   | 경북 영천시 청통면 치일리 산25-1                          | 은해사                     | 2001년 11월 1일 지정                                               |      |
| 333호   |      | 금산당 (琴山堂)                                                                               | 경북 영천시 금호읍 오계리 275                             | 조욱현                     | 2001년 11월 1일 지정                                               |      |
| 334호   |      | 구미수다사목조아미타여래좌상 (龜尾水多寺木造阿彌陀如來坐像)                                   | 경북 구미시 무을면 상송리 산12                            | 수다사                     | 2002년 4월 15일 지정                                               |      |
| 335호   |      | 안동 대원사 소장탱화 (安東 大圓寺 所藏幀畵)                                                   | 경북 안동시 목성동 57-2                                   | 대원사                     | 2002년 7월 15일 지정                                               | ,    |
| 336호   |      | 수다사 대웅전 석가모니 후불탱화 (水多寺 大雄殿 釋迦牟尼 後佛幀畵)                             | 경북 구미시 무을면 상송리 12(김천 직지사 성보박물관 보    | 수다사                     | 2002년 7월 15일 지정 2010년 2월 24일 해제, 보물 제1628호로 승격    | ,    |
| 337호   |      | 상주 황령사 아미타후불탱 (尙州 黃嶺寺 阿彌陀後佛幀)                                           | 경북 상주시                                               | 황령사                     | 2002년 7월 15일 지정                                               | ,    |
| 338호   |      | 구미금강사석조석가여래좌상 (龜尾金剛寺石造釋迦如來坐像)                                       | 경북 구미시 원평동 1008-25                                | 금강사                     | 2002년 8월 19일 지정                                               |      |
| 339호   |      | 군위인각사석불좌상 (軍威麟角寺石佛坐像)                                                       | 경북 군위군 고로면 화북리 612                             | 인각사                     | 2002년 8월 19일 지정                                               |      |
| 340호   |      | 영양취수당 (英陽醉睡堂)                                                                       | 경북 영양군 청기면 청기리 631                             | 함양오씨취수당공파종친회   | 2002년 8월 19일 지정                                               |      |
| 341호   |      | 영주금광리장석우가옥 (榮州金光里張錫雨家屋)                                                   | 경북 영주시 평은면 금광리 923                             | 장석우                     | 2002년 10월 14일 지정                                              |      |
| 342호   |      | 은해사대웅전후불탱화및삼장탱화 (銀海寺大雄殿後佛幀畵및三藏幀畵)                               | 경북 영천시 청통면 치일리 479                             | 은해사                     | 2002년 10월 14일 지정                                              |      |
| 343호   |      | 봉화추원재 (奉化追遠齋)                                                                       | 경북 봉화군 봉화읍 유곡리 870, 864                        | 권정우                     | 2002년 10월 14일 지정                                              |      |
| 344호   |      | 선산 노진환 소장 전적 (善山 盧鎭桓 所藏 典籍)                                                 | 경북 구미시 선산읍 독동리 607                             | 노진환                     | 2003년 3월 3일 지정, 2004년 10월 14일 추가 지정                    |      |
| 345호   |      | 의성오봉종택소장전적 (義城梧峰宗宅所藏典籍)                                                   | 경북 의성군 봉양면 구미리 251                             | .                          | 2003년 3월 3일 지정                                                |      |
| 346호   |      | 영주만취당김개국종중소장전적및책판 (榮州晩翠堂金盖國宗中所藏典籍및冊版)                       | 경북 영주시 이산면 심암리 165                             | .                          | 2003년 4월 14일 지정                                               |      |
| 347호   |      | 영해인량리주씨종택고문서 (寧海仁良里朱氏宗宅古文書)                                           | 경북 영덕군 창수면 인량리 480                             | .                          | 2003년 4월 14일 지정                                               |      |
| 348호   |      | 칠곡 가실성당 (漆谷 佳室聖堂)                                                                 | 경북 칠곡군 왜관읍 가실1길 1                              | 칠곡가실성당               | 2003년 4월 14일 지정, 2006년 2월 16일 명칭 변경                    | ,    |
| 349호   |      | 예천용문사천불탱 (醴泉龍門寺千佛幀)                                                           | 경북 예천군 용문면 내지리 391                             | 용문사                     | 2003년 4월 14일 지정                                               |      |
| 350호   |      | 영천치일리인종태실 (永川治日里仁宗胎室)                                                       | 경북 영천시 청통면 치일리 산24                            | 영천시                     | 2004년 6월 28일 지정                                               |      |
| 351호   |      | 봉정사 목조관세음보살좌상 (鳳停寺 木造觀世音菩薩坐像)                                         | 경북 안동시 서후면 태장리 901                             | 봉정사                     | 2004년 10월 14일 지정, 2009년 10월 20일 해제, 보물 제1620호로 승격 |      |
| 352호   |      | 구미 금강사 금동약사여래입상 (龜尾 金剛寺 金銅藥師如來立像)                                   | 경북 구미시 원평동 1008-25                                | 금강사                     | 2004년 10월 14일 지정                                              |      |
| 353호   |      | 구미 금강사 금동관음보살입상 (龜尾 金剛寺 金銅觀音菩薩立像)                                   | 경북 구미시 원평동 1008-25                                | 금강사                     | 2004년 10월 14일 지정                                              |      |
| 354호   |      | 구미 금강사 소장 전적 (龜尾 金剛寺 所藏 典籍)                                                 | 경북 구미시 원평동 1008-25                                | 금강사                     | 2004년 10월 14일 지정                                              |      |
| 355호   |      | 의성 옥련사 목조아미타여래좌상 (義城 玉連寺 木造阿彌陀如來坐象)                               | 경북 의성군 안평면 삼춘리 1011번지                        | 대한불교조계종 옥련사      | 2004년 10월 13일 지정                                              |      |
| 356호   |      | 대전사 보광전 석조여래삼존상 (大典寺 普光殿 石造如來三尊像)                                   | 경북 청송군 부동면 상의리 200                             | 대전사                     | 2004년 10월 14일 지정                                              |      |
| 357호   |      | 선석사 괘불탱 (禪石寺 掛佛幀)                                                                 | 경북 성주군 월항면 인촌리 217                             | 선석사                     | 2004년 10월 14일 지정, 2009년 2월 23일 해제, 보물 제1608호로 승격  |      |
| 358호   |      | 송림사 대웅전 목조석가삼존불좌상 (松林寺 大雄殿 木造釋迦三尊佛坐像)                           | 경북 칠곡군 동명면 구덕리 91-6                            | 송림사                     | 2004년 10월 14일 지정, 2009년 2월 23일 해제, 보물 제1605호로 승격  |      |
| 359호   |      | 송림사 극락전 석조아미타삼존불좌상 (松林寺 極樂殿 石造阿彌陀三尊佛坐像)                       | 경북 칠곡군 동명면 구덕리 91-6                            | 송림사                     | 2004년 10월 14일 지정, 2009년 2월 23일 해제, 보물 제1606호로 승격  |      |
| 360호   |      | 송림사 명부전 목조시왕상과 제상 (松林寺 冥府殿 木造十王像과 諸像)                             | 경북 칠곡군 동명면 구덕리 91-6                            | 송림사                     | 2004년 10월 14일 지정                                              |      |
| 361호   |      | 평해 북천교비 (平海 北川橋碑)                                                                 | 경북 울진군 기성면 기성로 59-1옆(구산리 366-1)            | 울진군                     | 2004년 10월 14일 지정                                              |      |
| 362호   |      | 구미약사암석조여래좌상 (龜尾藥師庵石造如來坐像)                                               | 경북 구미시                                               | 약사암                     | 2005년 3월 14일 지정                                               |      |
| 363호   |      | 용암박운효자정려비 (龍巖朴雲孝子旌閭碑)                                                       | 경북 구미시                                               | 밀양박씨용암공파종중       | 2005년 3월 14일 지정                                               |      |
| 364호   |      | 김언신관련고문서 (金言愼關聯古文書)                                                           | 경북 포항시 북구 기계면 기계로 77                         | 한국국학진흥원             | 2005년 5월 23일 지정                                               |      |
| 365호   |      | 경산지초고본 (京山志草稿本)                                                                   | 경북 성주군                                               | 도일회                     | 2005년 5월 23일 지정                                               |      |
| 366호   |      | 송림사복장전적 (松林寺腹藏典籍)                                                               | 경북 칠곡군                                               | 송림사                     | 2005년 5월 23일 지정                                               |      |
| 367호   |      | 보경사 서운암 후불탱화 및 신중탱화 (寶鏡寺 瑞雲庵 後佛幀畵 및 神衆幀畵)                       | 경북 포항시                                               | 보경사 서운암              | 2005년 11월 7일 지정                                               |      |
| 368호   |      | 안동 석탑사 목조관세음보살좌상 (安東 石塔寺 木造觀世音菩薩坐像)                               | 경북 안동시 북후면 석탑리 837                             | 석탑사                     | 2005년 11월 7일 지정                                               |      |
| 369호   |      | 인동 장형수 소장 영양역증 (仁同張亨洙所藏永陽歷贈)                                            | 경북 구미시 인의동 603-1                                  | 장형수                     | 2005년 11월 7일 지정                                               |      |
| 370호   |      | 영주박승임종중소장전적및유물 (榮州朴承任宗中所臟典籍및遺物)                                   | 경북 영주시                                               | 박찬우                     | 2005년 11월 7일 지정                                               |      |
| 371호   |      | 정수사영산회상도 (淨水寺靈山會上圖)                                                           | 경북 의성군                                               | 대한불교조계종 정수사      | 2005년 11월 7일 지정                                               |      |
| 372호   |      | 정수사 지장시왕도 (淨水寺 地藏十王圖)                                                         | 경북 의성군 구천면 장국리 381                             | 대한불교조계종 정수사      | 2005년 11월 7일 지정                                               |      |
| 373호   |      | 영덕 장육사 영산회상도 (盈德 莊陸寺 靈山會上圖)                                               | 경북 영덕군 창수면 갈천리 120                             | 장육사                     | 2005년 11월 7일 지정                                               |      |
| 374호   |      | 영덕 장육사 지장보살도 (盈德 莊陸寺 地藏菩薩圖)                                               | 경북 영덕군 창수면 갈천리 120                             | 장육사                     | 2005년 11월 7일 지정                                               |      |
| 375호   |      | 영덕 우계당 소장 고지도 (盈德 愚溪堂 所藏 古地圖)                                             | 경북 영덕군 지품면 오천리 729                             | 박두순                     | 2005년 11월 7일 지정                                               |      |
| 376-2호 |      | 문원공회재이언적신도비 (文元公晦齋李彦迪神道碑)                                               | 경북 포항시 남구 연일읍 달전리 산81-1                     | 여강이씨존모회             | 2006년 1월 2일 지정                                                |      |
| 377호   |      | 문경근암서원소장유물 (聞慶近巖書院所藏遺物)                                                   | 경북 문경시                                               | 근암서원                   | 2006년 1월 2일 지정                                                |      |
| 378호   |      | 구미 문수사 소장 묘법연화경 (龜尾 文殊寺 所藏 妙法蓮華經)                                     | 경북 구미시 도개면 신곡리 산68                            | 문수사                     | 2006년 3월 23일 지정                                               |      |
| 379호   |      | 용천사 동하도로 수치송공표석 (湧泉寺洞下道路修治頌功表石)                                     | 경북 청도군 각북면 오산리 783-2                           | 국유                       | 2006년 3월 23일 지정                                               |      |
| 380호   |      | 예천 서악사 석가모니후불탱 (醴泉 西岳寺 釋迦牟尼後佛幀)                                       | 경북 예천군 예천읍 대심리 산13-1 (직지사 성보박물관 보관) | 서악사                     | 2006년 3월 23일 지정                                               |      |
| 381호   |      | 안동영천이씨간재공파종중소장문적 (安東永川李氏艮齋公派宗中所藏文籍)                           | 경북 안동시 녹전면 원천리 851                             | .                          | 2006년 6월 29일 지정                                               |      |
| 382호   |      | 구미자비사소장전적 (龜尾慈悲寺所藏典籍)                                                       | 경북 구미시 원평동 1008-25 (원남로1길 69)                 | .                          | 2006년 6월 29일 지정                                               |      |
| 383호   |      | 영천봉림사대웅전영산회상도 (永川鳳林寺大雄殿靈山會上圖)                                       | 경북 영천시                                               | .                          | 2006년 6월 29일 지정, 2009년 2월 23일 해제, 보물 제1612호로 승격   |      |
| 384호   |      | 김선치의벼루 (金先致의硯)                                                                     | 경북 상주시                                               | 김국희                     | 2006년 6월 29일 지정                                               |      |
| 385호   |      | 김용사명부전 목조지장삼존상 및 제상 (金龍寺冥府殿 木造地藏三尊像 및 諸像)                     | 경북 문경시                                               | 김용사                     | 2006년 6월 29일 지정                                               |      |
| 386호   |      | 경산원효암마애여래좌상 (慶山元曉庵 磨崖如來坐像)                                              | 경북 경산시 와촌면 대한리 산31-1                          | 원효암                     | 2006년 6월 29일 지정                                               |      |
| 387호   |      | 칠곡도덕암몽계당선의대사진영 (漆谷道德庵夢溪堂善誼大師眞影)                                   | 경북 칠곡군                                               | .                          | 2006년 6월 29일 지정                                               |      |
| 388호   |      | 영주금양정사 (榮州錦陽精舍)                                                                   | 경북 영주시                                               | .                          | 2006년 9월 14일 지정                                               |      |
| 389호   |      | 성주 예산리 만산댁 (星州 禮山里 晩山宅)                                                       | 경북 성주군 성주읍 예산3길 30-2                           | 도원회                     | 2006년 9월 14일 지정                                               |      |
| 390호   |      | 양민공 손소 및 정부인 류씨의 묘비, 석인상 (襄敏公 孫昭 및 貞夫人 柳氏의 墓碑, 石人像)         | 경북 포항시 남구 연일읍 달전리 산80-3                     | 경주손씨종친회             | 2006년 10월 16일 지정                                              |      |
| 391호   |      | 경절공 손중돈 및 정부인 최씨의 묘비, 석인상 (景節公 孫仲暾 및 貞夫人 崔氏의 墓碑, 石人像)     | 경북 포항시 남구 연일읍 달전리 산66-2                     | 경주손씨종친회             | 2006년 10월 16일 지정                                              |      |
| 391-2호 |      | 경절공 손중돈 정부인 홍씨의 묘갈, 석인상 (景節公 孫仲暾 貞夫人 洪氏의 墓碣, 石人像)           | 경북 포항시 남구 연일읍 달전리 산84                       | 경주손씨대종회             | 2007년 12월 31일 지정                                              |      |
| 392호   |      | 정부인문화류씨묘지명지석 (貞夫人文化柳氏墓誌銘誌石)                                           | 경북 김천시 봉산면 인의리 산769                           | .                          | 2006년 10월 16일 지정                                              |      |
| 393호   |      | 청도장육산마애여래좌상 (淸道將六山磨崖如來坐像)                                               | 경북 청도군 운문면 지촌리 산18                            | .                          | 2006년 10월 16일 지정                                              |      |
| 394호   |      | 칠곡 위봉사 석조보살좌상 (漆谷 威鳳寺 石造菩薩坐像)                                           | 경북 칠곡군                                               | 위봉사                     | 2007년 1월 8일 지정                                                |      |
| 395호   |      | 울진장씨고산성파소장고문서 (蔚珍張氏 古山城派 所藏 古文書)                                    | 경북 울진군                                               | 장학중                     | 2007년 1월 8일 지정                                                |      |
| 396호   |      | 장백손교지 (張伯孫 敎旨)                                                                      | 경북 울진군                                               | 울진장씨대종회             | 2007년 1월 8일 지정                                                |      |
| 397호   |      | 울진 불영사 불연 (蔚珍 佛影寺 佛輦)                                                           | 경북 울진군 서면 불영사길 48(하원리 120)                  | 불영사                     | 2007년 1월 8일 지정                                                |      |
| 398호   |      | 울진 불영사 불패 (蔚珍 佛影寺 佛牌)                                                           | 경북 울진군 서면 불영사길 48(하원리 120)                  | 불영사                     | 2007년 1월 8일 지정                                                |      |
| 399호   |      | 청도 덕사 영산전 석조여래삼존상 및 십육나한상 (淸道 德寺 靈山殿 石造如來三尊像 및 十六羅漢像) | 경북 청도군 화양읍 소라리 산1                             | 덕사                       | 2007년 4월 30일 지정                                               |      |
| 400호   |      | 청도 덕사 명부전 석조지장삼존상 및 시왕상 (淸道 德寺 冥府殿 石造地藏三尊像 및 十王像)         | 경북 청도군 화양읍 소라리 산1                             | 덕사                       | 2007년 4월 30일 지정                                               |      |

## 참고 자료
- 경상북도 고시/공고